# Strzeżcie się snów
Trwa dyskusja nad usunięciem tego artykułu, kliknij i weź w niej udział.
Strzeżcie się snów – nowela autorstwa Stephena Kinga, opublikowana po raz pierwszy w zbiorze Im mroczniej, tym lepiej z 2024 roku.

## Fabuła
Weteran wojny w Wietnamie podejmuje pracę w agencji pracy tymczasowej, jako stenograf. Odpowiada na ogłoszenie o krótkoterminowym, wysoko płatnym stanowisku u „naukowca dżentelmena”, który potrzebuje kogoś, kto przepisze jego eksperymenty w trakcie ich trwania. Eksperymenty naukowca są próbą zrozumienia co kryje się pod snami.